# Syndroom van Poland
Het syndroom van Poland is de eenzijdige onderontwikkeling of gehele afwezigheid van de borst en/of de borstspier. Dit gaat vaak gepaard met een onderontwikkeling van de bovenarm en met hand-afwijkingen aan de aangedane kant van het lichaam. In de meeste gevallen is de rechterkant van het lichaam aangedaan. Soms zijn ook de spieren van de schouders onderontwikkeld. Het syndroom, vernoemd naar de 19e-eeuwse Britse chirurg Alfred Poland, komt vaker voor bij mannen dan bij vrouwen en is relatief zeldzaam.

## Symptomen
Vaak voorkomende symptomen
- Afwezigheid van de grote borstspier
- Afwijkend maag-darmstelsel
- Te korte vingers (brachydactylie)
- Samengegroeide vingers (syndactylie)
- Te weinig vingers (oligodactylie)
- Afwezigheid van de ellepijp
- Afwijkend opperarmbeen

Regelmatig voorkomende symptomen
- Hypoplasie of aplasie van de tepel
- Abnormaliteit van het schouderblad

Soms voorkomende symptomen
- Agenesie of hypoplasie van de nieren
- Encefalocele
- Microcefalie
- Afwijkende urineleider

Er kunnen ook afwijkingen zijn aan de ribbenkast, bijvoorbeeld verkorte ribben en erg zichtbare ribben door gebrek aan vet op de ribben. Het okselhaar haar is soms erg dun of op een abnormale locatie. Over het algemeen veroorzaken de afwijkingen geen motorische- en gezondheidsproblemen.

## Mogelijke oorzaak
Er zijn vermoedens dat het syndroom van Poland een gevolg is van een verminderde bloedstroom in de arteria subclavia (de slagader die onder het sleutelbeen doorloopt) tijdens de vroege ontwikkeling in de baarmoeder.